# 장위 (배우)
장위(중국어 간체자: 张钰, 정체자: 張鈺, 병음: Zhāng Yu, 1976년 11월 10일~)는 중화인민공화국의 배우이다. 후베이성 스옌시 윈현 출생이며, 본명은 장밍룽(중국어 간체자: 张明荣, 정체자: 張銘榮, 병음: Zhāng Mingróng)이다. 2006년 11월 중화인민공화국의 유명 감독과 프로듀서 등과 성관계를 가진 것을 찍은 녹음 테이프를 공개하여 논란을 불러일으켰다.

## 생애
전과학교를 졸업한 이후 연예계에 입문하였으며, 출연한 텔레비전 드라마로는 《대청몽고왕》, 《소성교경》, 《강희제국》, 《람색요희》, 《경단풍운》 등이 있다.

## 성상납 테이프 사건
2006년 10월, 장위는 기자회견을 갖고 중화인민공화국의 유명 감독인 황젠중, 장지중, 위민 등과 성관계를 가진 것을 폭로하였으며, 그것을 찍은 녹음 테이프를 인터넷 상에 공개하였다. 장위는 여자 연예인은 성상납을 대가로 배역을 따내는 것이 연예계의 불문율이며, 이러한 것들을 모두 폭로하겠다고 밝혔다. 이에 스캔들에 포함된 감독들은 성관계 사실을 부인하며 장위를 명예훼손 혐의로 고소하였으나, 다른 여자 배우들과 아나운서 등이 비슷한 경험을 고백하면서 당국이 연예계에 대한 대대적인 수사에 착수하게 되었다.